# Miss Distrito Capital
El Miss Distrito Capital o como antiguamente se conocía "Miss Distrito Federal", es un concurso de belleza, cuya finalidad es escoger y preparar la representante de la Capital del país al Miss Venezuela; además para la participación de sus candidatas a nivel Internacional.
Cabe mencionar que en los primeros años del concurso, la Organización Miss Venezuela permitió que dos o tres candidatas representaran a esta misma entidad; portando las Bandas de Miss Caracas o Miss Municipio Libertador (Debido a la gran afluencia de Caraqueñas en el certamen). Vale mencionar que Caracas, aparte de ser la capital del país, también es la capital del Municipio Libertador y del actual Distrito Capital (Antiguo Distrito Federal). En la actualidad este dilema se ha solucionado, y solo hay una representante del Distrito Capital en cada edición, que en su gran mayoría son oriundas de Caracas. Si hay más de una Caraqueña en el certamen, se le otorga la banda de otro estado sin reina nativa.
Vale señalar que el Distrito Capital está formado por un único Municipio denominado Libertador, y dentro de este Municipio subyace la Capital del País, Caracas.

### Miss Distrito Capital en el Miss Venezuela
La primera reina de esta entidad fue Olga Buvat de Virginy Capriles, Miss Distrito Federal 1952.
Ocho (8) Caraqueñas han logrado alzarse con la corona del Miss Venezuela, siendo uno de los estados con el mejor desempeño en el Certamen.
| Año  | Miss                           | Edad | Representó       | Ganadora En:        |
| ---- | ------------------------------ | ---- | ---------------- | ------------------- |
| 1956 | Blanca Heredia Osío            | 22   | Distrito Federal | Miss Venezuela 1956 |
| 1957 | Consuelo Nouel Gómez           | 22   | Distrito Federal | Miss Venezuela 1957 |
| 1960 | Gladys Ascanio Arredondo       | 19   | Distrito Federal | Miss Venezuela 1960 |
| 1961 | Ana Griselda Vegas Albornoz    | 19   | Caracas          | Miss Venezuela 1961 |
| 1965 | María de las Casas Mc Gill     | 22   | Distrito Federal | Miss Venezuela 1965 |
| 1968 | Peggy Kopp Arenas              | 17   | Distrito Federal | Miss Venezuela 1968 |
| 2001 | Cynthia Cristina Lander Zamora | 19   | Distrito Capital | Miss Venezuela 2001 |
| 2022 | Diana Carolina Silva Francisco | 25   | Distrito Capital | Miss Venezuela 2022 |

## Miss Caracas
A pesar de que ya existía una banda de Miss Distrito Federal, algunas candidatas portaron la Banda de Miss Caracas; No obstante en la actualidad ambos competencias están unidas en una banda: Miss Distrito Capital. A continuación el listado de las Miss Caracas, las cuales compitieron entre 1956 y 1967.
Color Clave
- Ganador
- Finalistas
- Semi Finalistas

| 1956 | Beatriz Gutiérrez Padrón    | 5º Lugar (4.ª Finalista) |               |               |               |
| 1957 | Sonia Dugarte Bravo         |                          |               |               |               |
| 1958 | Maritza Haack               | 3º Lugar (2.ª Finalista) |               |               |               |
| 1959 | No se celebró               | No se celebró            | No se celebró | No se celebró | No se celebró |
| 1960 | Miriam Estévez Acevedo      |                          |               |               |               |
| 1961 | Ana Griselda Vegas Albornoz | Miss Venezuela 1961      |               |               |               |
| 1962 | Diana García Sucre          |                          |               |               |               |
| 1963 | Margarita Fonseca           | 4º Lugar (3.ª Finalista) |               |               |               |
| 1964 | No se celebró               | No se celebró            | No se celebró | No se celebró | No se celebró |
| 1965 | No se celebró               | No se celebró            | No se celebró | No se celebró | No se celebró |
| 1966 | No se celebró               | No se celebró            | No se celebró | No se celebró | No se celebró |
| 1967 | Bárbara Kowalsky            |                          |               |               |               |

## Miss Municipio Libertador
A pesar de que ya existía una banda de Miss Distrito Federal, algunas candidatas portaron la Banda de Miss Municipio Libertador; No obstante en la actualidad ambos competencias están unidas en una banda: Miss Distrito Capital. A continuación el listado de las Miss Municipio Libertador, las cuales compitieron entre 1956 y 1998.
- Ganador
- Finalistas
- Semi Finalistas

| 1956 | Alida Márquiz                     | 4º Lugar (3.ª Finalista)      |               |               |               |
| 1957 | No se celebró                     | No se celebró                 | No se celebró | No se celebró | No se celebró |
| 1958 | No se celebró                     | No se celebró                 | No se celebró | No se celebró | No se celebró |
| 1959 | No se celebró                     | No se celebró                 | No se celebró | No se celebró | No se celebró |
| 1960 | Gloria Josefina Altuve            |                               |               |               |               |
| 1961 | Gisela Parra Mejías               |                               |               |               |               |
| 1962 | No se celebró                     | No se celebró                 | No se celebró | No se celebró | No se celebró |
| 1963 | Angelina Pérez Prieto             |                               | Best Smile    |               |               |
| 1964 | Zulay Felice                      |                               |               |               |               |
| 1965 | No se celebró                     | No se celebró                 | No se celebró | No se celebró | No se celebró |
| 1966 | No se celebró                     | No se celebró                 | No se celebró | No se celebró | No se celebró |
| 1967 | No se celebró                     | No se celebró                 | No se celebró | No se celebró | No se celebró |
| 1968 | No se celebró                     | No se celebró                 | No se celebró | No se celebró | No se celebró |
| 1969 | No se celebró                     | No se celebró                 | No se celebró | No se celebró | No se celebró |
| 1970 | No se celebró                     | No se celebró                 | No se celebró | No se celebró | No se celebró |
| 1971 | No se celebró                     | No se celebró                 | No se celebró | No se celebró | No se celebró |
| 1972 | No se celebró                     | No se celebró                 | No se celebró | No se celebró | No se celebró |
| 1973 | No se celebró                     | No se celebró                 | No se celebró | No se celebró | No se celebró |
| 1974 | No se celebró                     | No se celebró                 | No se celebró | No se celebró | No se celebró |
| 1975 | No se celebró                     | No se celebró                 | No se celebró | No se celebró | No se celebró |
| 1976 | No se celebró                     | No se celebró                 | No se celebró | No se celebró | No se celebró |
| 1977 | No se celebró                     | No se celebró                 | No se celebró | No se celebró | No se celebró |
| 1978 | No se celebró                     | No se celebró                 | No se celebró | No se celebró | No se celebró |
| 1979 | No se celebró                     | No se celebró                 | No se celebró | No se celebró | No se celebró |
| 1980 | No se celebró                     | No se celebró                 | No se celebró | No se celebró | No se celebró |
| 1981 | No se celebró                     | No se celebró                 | No se celebró | No se celebró | No se celebró |
| 1982 | No se celebró                     | No se celebró                 | No se celebró | No se celebró | No se celebró |
| 1983 | No se celebró                     | No se celebró                 | No se celebró | No se celebró | No se celebró |
| 1984 | No se celebró                     | No se celebró                 | No se celebró | No se celebró | No se celebró |
| 1985 | Gisela Paz Besada                 | 4º Lugar (2.ª Finalista)      |               |               |               |
| 1986 | Marisol Ayala Vera                |                               |               |               |               |
| 1987 | Begoña Victoria García Varas      | 3º Lugar (Miss International) |               |               |               |
| 1988 | Livia Elizabeth Castellanos Leiva | 8º Lugar (3.ª Finalista)      | Miss Simpatía |               |               |
| 1989 | Adelheid Salswach Fasanaro        |                               |               |               |               |
| 1990 | Maria Rosa Blumetti               |                               |               |               |               |
| 1991 | Ainisis Beatriz Vivas Perera      |                               |               |               |               |
| 1992 | Maria Daniela Medina              |                               |               |               |               |
| 1993 | No se celebró                     | No se celebró                 | No se celebró | No se celebró | No se celebró |
| 1994 | No se celebró                     | No se celebró                 | No se celebró | No se celebró | No se celebró |
| 1995 | Melanie Beatriz Nazco Hernández   |                               |               |               |               |
| 1996 | Carol Ginter Gracia Sagadin       |                               |               |               |               |
| 1997 | Graciela Zavatti Acuña            |                               |               |               |               |
| 1998 | Eugenia Malpica Ayala             |                               |               |               |               |

## Miss Distrito Federal
A pesar de que participaron algunas candidatas con las Bandas de Miss Municipio Libertador y Miss Caracas; la licencia del Miss Distrito Federal es la que legalmente continuo por varias ediciones, y la que posteriormente paso a llamarse Miss Distrito Capital.
Color Clave
- Ganador
- Finalistas
- Semi Finalistas

| 1952 | Olga Buvat de Virginy Capriles           | 4º Lugar (3.ª Finalista) |                  |               |               |
| 1953 | Ursula Quero Pérez                       |                          |                  |               |               |
| 1954 | No se celebró                            | No se celebró            | No se celebró    | No se celebró | No se celebró |
| 1955 | Mireya Casas Robles                      | 3º Lugar (2.ª Finalista) |                  |               |               |
| 1956 | Blanca Heredia Osío                      | Miss Venezuela 1956      |                  |               |               |
| 1957 | Consuelo Nouel Gómez                     | Miss Venezuela 1957      |                  |               |               |
| 1958 | Aura González                            | 4º Lugar (3.ª Finalista) |                  |               |               |
| 1959 | No se celebró                            | No se celebró            | No se celebró    | No se celebró | No se celebró |
| 1960 | Gladys Ascanio Arredondo                 | Miss Venezuela 1960      |                  |               |               |
| 1961 | Gloria Lilué Chaljub                     | 2º Lugar (1.ª Finalista) |                  |               |               |
| 1962 | Ana Luisa Rondón-Márquez Tarchetti       | 4º Lugar (3.ª Finalista) |                  |               |               |
| 1963 | Violeta Martínez Ballestrini             |                          |                  |               |               |
| 1964 | Magaly Villegas                          |                          |                  |               |               |
| 1965 | María de las Casas Mc Gill               | Miss Venezuela 1965      |                  |               |               |
| 1966 | Jeannette Kopp Arenas                    | 2º Lugar (1.ª Finalista) |                  |               |               |
| 1967 | Clara Morales Curiel                     |                          | Miss Cordialidad |               |               |
| 1968 | Peggy Kopp Arenas                        | Miss Venezuela 1968      |                  |               |               |
| 1969 | Gloria Rodríguez Galarraga               |                          | Best Smile       |               |               |
| 1970 | María Antonieta Aponte                   |                          |                  |               |               |
| 1971 | Dora Laforest                            |                          |                  |               |               |
| 1972 | Clara Gómez Velutini                     |                          |                  |               |               |
| 1973 | Ana Cecilia Ramírez Padrón               | 3º Lugar (2.ª Finalista) |                  |               |               |
| 1974 | Marisela Carderera Marturet              | 3º Lugar (2.ª Finalista) |                  |               |               |
| 1975 | María Conchita Alonso Bustillo           | 2º Lugar (1.ª Finalista) |                  |               |               |
| 1976 | Sonia Margarita De Chene                 |                          |                  |               |               |
| 1977 | Jackeline Van Den Branden                | 3º Lugar (2.ª Finalista) |                  |               |               |
| 1978 | Mary Carmen La Red                       |                          |                  |               |               |
| 1979 | Diana María Fernanda Ramírez             | 3º Lugar (2.ª Finalista) |                  |               |               |
| 1980 | Milagros Alejandra Toledo                |                          |                  |               |               |
| 1981 | Miriam Quintana                          | 3º Lugar (2.ª Finalista) |                  |               |               |
| 1982 | Lethzaida Vargas                         |                          |                  |               |               |
| 1983 | Helene Chemaly Abudei (†)                | 5º Lugar (4.ª Finalista) |                  |               |               |
| 1984 | Antoinette Medina González               |                          |                  |               |               |
| 1985 | Raquel Frederick Pérez                   |                          |                  |               |               |
| 1986 | Jackeline Alberdi Villanueva             |                          |                  |               |               |
| 1987 | Corabel (Cora) Ruiz Lares                | 6º Lugar (3.ª Finalista) |                  |               |               |
| 1988 | Emma Marina Irmgard Rabbe Ramírez        | 2º Lugar (Miss Mundo)    |                  |               |               |
| 1989 | Fabiola Candosín Marchetti               | 2º Lugar (Miss Mundo)    |                  |               |               |
| 1990 | Angela Fuste Lamarca                     |                          |                  |               |               |
| 1991 | Connie Daniela Hernández de la Espriella | 4º Lugar (1.ª Finalista) |                  |               |               |
| 1992 | María Cristina Alvarez Gutiérrez         |                          |                  |               |               |
| 1993 | Mónica Lei Scaccia                       | 2º Lugar (Miss Mundo)    |                  |               |               |
| 1994 | Gladys Katerina Ivanoff Peña             | 4º Lugar (1.ª Finalista) | Ojos Hermosos    |               |               |
| 1995 | Barbara Briggite Bennett Briceño         |                          |                  |               |               |
| 1996 | Lucila Margarita Weil Viso               |                          |                  |               |               |
| 1997 | Jairam Caric Navas Domínguez             | Top 8                    |                  |               |               |
| 1998 | Kuimby Karina Lorenzo Vascotto           |                          |                  |               |               |

## Miss Distrito Capital
En 1999 el Municipio Vargas se separa del Distrito Federal para convertirse en un estado autónomo e independiente (Estado Vargas). Por tal razón el Distrito Federal decide cambiar su nombre a Distrito Capital; nombre que mantiene actualmente, y por tanto, es esa la banda que portan las candidatas que representan a esta entidad.
En 2024, es celebrado en la ciudad de Caracas por Radames Carneiro y Félix Escobar, el Miss Distrito Capital, en este certamen regional, participaron algunas mujeres venezolanas que habían aplicado a un casting virtual para asistir a la tan anhelada EPI GENERAL 2024 del Miss Venezuela, como lo son Vanessa Pérez, Anjuliet Durán, Stella García, Stefany Hernández, Sofía Lucentini, Mariangela Rivas, Alexa Peralta, Venus Zappala, Hoffka Pliend, Aisha Marinucci, Steffani de Nazareth, Daymara Gutiérrez y Merly Andreina Quintero.
En este certamen regional celebrado en el Centro Cultural de Chacao, resultó electa y nueva Miss Distrito Capital 2024 Vanessa Pérez Gómez.
Color Clave
- Ganador
- Finalistas
- Semi Finalistas

| Miss D.C. | Candidata                                   | Edad | Ciudad     | Colocación                   | Premios                                 |
| --------- | ------------------------------------------- | ---- | ---------- | ---------------------------- | --------------------------------------- |
| 1999      | Claudia Cristina Moreno González            | 21   | Caracas    | Top 10                       | Mejor Figura                            |
| 2000      | Dahilmar del Valle Toledo Moreno            | 17   | Valencia   | Top 10                       |                                         |
| 2001      | Cynthia Cristina Lander Zamora              | 19   | Caracas    | Miss Venezuela 2001          | Mejor Figura                            |
| 2002      | Amara Elyn Barroeta Seijas                  | 18   | Caracas    | Primera finalista            | Mejor Figura                            |
| 2003      | Mercedes Alejandra Pulido Silva             | 20   | Caracas    | Segunda finalista            | La Piel Más Linda                       |
| 2004      | María Andrea Gómez Vásquez                  | 19   | Mérida     | Miss Venezuela Internacional | Miss Fotogénica y Mejor Cabello         |
| 2005      | Davianny Zaidet Rivero Bello                | 20   | Caracas    | Segunda finalista            | Miss Amistad                            |
| 2006      | María Andreína Bruni Puigbó                 | 23   | Caracas    | Top 10                       | Miss Cuerpo Dermocell                   |
| 2007      | Andreína Elías Ellington                    | 21   | Caracas    | No Figuró                    | Las Piernas más Bellas                  |
| 2008      | María Lourdes Caldera Méndez                | 24   | Caracas    | No Figuró                    |                                         |
| 2009      | Patricia de Andrade Rodríguez               | 20   | Caracas    | Top 10                       | Mejor Cuerpo                            |
| 2010      | Jessica Cristina Barboza Schmidt            | 23   | Maracaibo  | Miss Venezuela Internacional |                                         |
| 2011      | Gabriella Ferrari Peirano                   | 20   | Valencia   | Miss Venezuela Mundo         | Belleza Integral-Presencia-Fotogénica   |
| 2012      | Daniela Xanadu Chalbaud Maldonado           | 21   | Caracas    | No Figuró                    | La piel más linda                       |
| 2013      | Andrea Victoria Lira Soledad                | 20   | Caracas    | Top 10                       |                                         |
| 2014      | Lorena Santos Agli                          | 24   | Maiquetía  | Primera finalista            | Miss Belleza Integral                   |
| 2015      | Katherine Mary Oliveira Ríos                | 25   | Los Teques | Top 10                       | Miss Sonrisa y Miss Fotogénica          |
| 2016      | Yanett Margarita Díaz Dib                   | 18   | Caracas    | Top 10                       | Miss Fitness                            |
| 2017      | Sofía Santa Rodríguez Correa                | 23   | Caracas    | Top 10                       |                                         |
| 2018      | Arantxa Marian Barazarte Mastropietro       | 23   | Maracay    | Top 5                        | Miss Multimedia y Travel and Tour       |
| 2019      | Oriana Gabriela Pablos Díaz                 | 22   | Caracas    | Tercera finalista            | Miss Confianza                          |
| 2020      | Elizabeth Mariana Carolina Gasiba de la Hoz | 23   | Caracas    | Top 10                       | Miss Fotogénica                         |
| 2021      | Fabiana Sofía Rodríguez Noda                | 27   | Caracas    | Primera finalista            | Miss Solidaridad y Fotogénica           |
| 2022      | Diana Carolina Silva Francisco              | 25   | Caracas    | Miss Venezuela 2022          | Fotogénica-Multimedia-Tecnología-Rostro |
| 2023      | María Victoria Sinaí Abuhazi Ceballos       | 22   | Caracas    | No Figuró                    | Miss Coloración Radiante                |
| 2024      | Vanessa Pérez Gómez                         | 25   | Caracas    | Segunda finalista            | Miss Belleza Armónica                   |